# Сан Мартино (Бреша)
Сан Мартино је насеље у Италији у округу Бреша, региону Ломбардија.
Према процени из 2011. у насељу је живело 376 становника. Насеље се налази на надморској висини од 371 м.